# Adelomyrmex

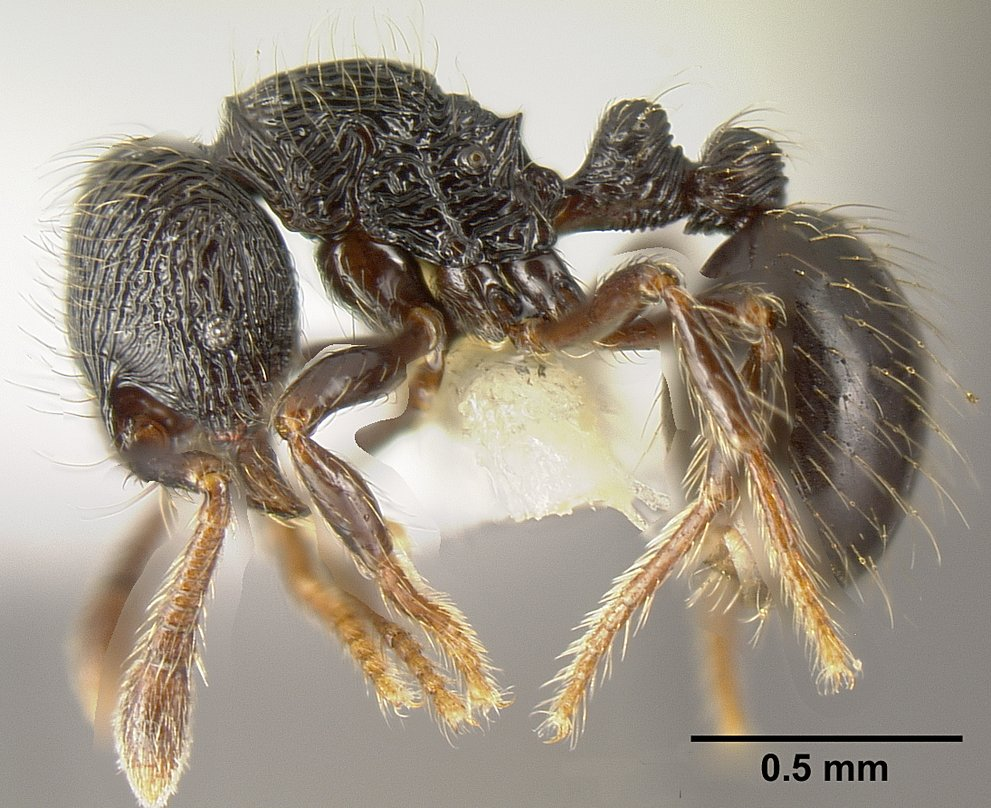
Adelomyrmex tristani

Adelomyrmex — рід мурашок підродини Myrmicinae

## Опис
Стеблинка між грудкою та черевцем складається з двох члеників: петіолюсу і постпетіолюсу (останній чітко відокремлений від черевця), жало розвинене, лялечки голі (без кокона).

## Поширення
Південна Америка, Нова Гвінея, Фіджі, Самоа.

## Види
- Adelomyrmex betoi
- Adelomyrmex biroi
- Adelomyrmex brenesi
- Adelomyrmex brevispinosus
- Adelomyrmex foveolatus
- Adelomyrmex hirsutus
- Adelomyrmex laevigatus
- Adelomyrmex longinoi
- Adelomyrmex mackayi
- Adelomyrmex micans
- Adelomyrmex microps
- Adelomyrmex minimus
- Adelomyrmex myops
- Adelomyrmex robustus
- Adelomyrmex samoanus
- Adelomyrmex silvestrii
- Adelomyrmex tristani